# Posta dei cavalli

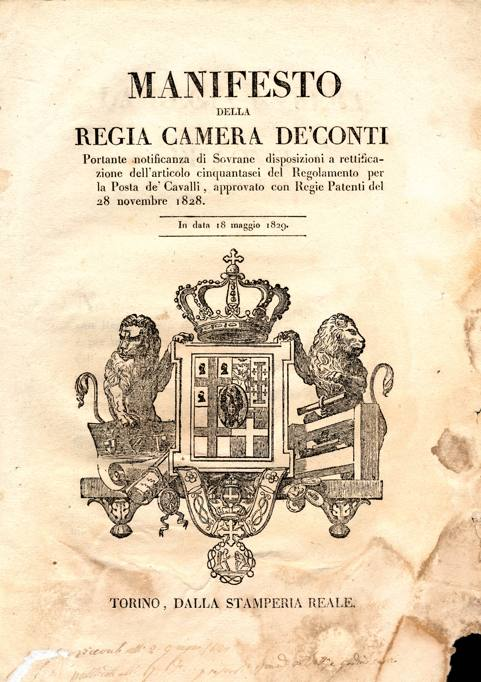
Copertina delle Sovrane disposizioni per la Posta de' Cavalli del Regno di Sardegna

La "posta dei cavalli" è stato un servizio fornito dalle amministrazioni postali nei secoli XVI-XIX, ulteriore rispetto a quello della '"posta delle lettere", cioè l'inoltro della corrispondenza.
La posta dei cavalli consisteva nella possibilità di viaggiare cambiando ad ogni stazione di posta cavalli e postiglioni, in modo che fossero sempre freschi e l'andatura elevata. Cavalli e postiglioni erano di proprietà della stazione di partenza e dopo il cambio ritornavano alla stessa.
Questo sistema di trasporti poteva avvenire con riferimento a mezzi di trasporto diversi. Il più popolare era la diligenza pubblica.
Chi possedeva una carrozza privata, poteva viaggiare "per cambiatura" con il proprio mezzo.
Chi non aveva una carrozza propria, poteva noleggiare la vettura da un vetturino e poi prendere i cavalli alla posta, oppure poteva noleggiare la vettura alla stessa stazione di posta. A tal fine i mastri di posta tenevano a disposizione qualche calesse o "sedia di posta" per i viaggiatori.

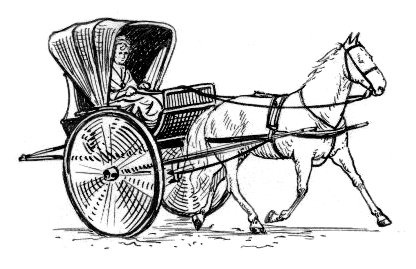
"Sedia di posta"

Con riferimento ai cavalli da tiro, i regolamenti postali indicavano in modo minuzioso quanti animali si potessero attaccare ad una carrozza, in base al tipo di veicolo, al peso da portare (persone e bagaglio) nonché alla difficoltà della strada.
Infine, il viaggiatore poteva montare su cavalli da sella presi alla stazione di posta. In tal caso un postiglione lo precedeva su di un altro cavallo facendogli da guida.
In tutti questi casi, era il postiglione che regolava l'andatura. I regolamenti postali gli vietavano di accelerare e in particolare di andare al galoppo, salvo che gli venisse pagata "doppia posta".